# Ōno (Familienname)
Ōno (Kanji-Schreibweisen unter anderem 大野 und 大埜), bisweilen alternativ Ohno transkribiert, ist ein japanischer Familienname.

## Namensträger

### Ōno
- Ōno Banboku (1890–1964), japanischer Politiker
- Ōno Chol-hwan (* 1993), südkoreanischer Fußballspieler
- Eri Ōno (* 1955), japanische Musikerin
- Ōno Harunaga (?–1615), japanischer Vasall
- Harutaka Ōno (* 1978), japanischer Fußballspieler
- Hideo Ōno (* 1954), japanischer Physiker
- Hidetaka Ōno (1922–2002), japanischer Maler
- Hitoshi Ōno (* 1978), japanischer Rugby-Union-Spieler
- Kazunari Ōno (* 1989), japanischer Fußballspieler
- Ōno Kazuo (1906–2010), japanischer Tänzer
- Kazushi Ōno (* 1960), japanischer Dirigent
- Kōsei Ōno (* 1987), japanischer Rugby-Union-Spieler
- Ōno Kumao (* 1890), japanischer Kendōka
- Ōno Masao (1923–2001), japanischer Fußballspieler
- Motohiro Ōno (* 1963), japanischer Politiker
- Ōno Rinka (1904–1982), japanischer Dichter
- Saori Ōno (* 1970), japanische Pianistin
- Satoshi Ōno (* 1980), japanischer Schauspieler und Sänger
- Shinobu Ōno (* 1984), japanische Fußballspielerin
- Shinri Ōno (* 2002), japanischer Fußballspieler
- Shōhei Ōno (* 1992), japanischer Judoka
- Shunzō Ōno (Fußballspieler) (* 1965), japanischer Fußballspieler
- Susumu Ōno (1919–2008), japanischer Linguist
- Ōno Taiichi (1912–1990), japanischer Ingenieur und Erfinder
- Takeshi Ōno (Fußballspieler, 1944) (* 1944), japanischer Fußballspieler
- Yōhei Ōno (* 1994), japanischer Fußballspieler
- Yōko Ōno (* 1989), japanische Judoka
- Yoshifumi Ōno (* 1978), japanischer Fußballspieler
- Yūji Ōno (* 1941), japanischer Musiker
- Yūya Ōno (* 1996), japanischer Fußballspieler

### Ohno
- Apolo Anton Ohno (* 1982), US-amerikanischer Shorttracker
- Shunzo Ohno (* 1949), japanischer Trompeter
- Susumu Ohno (1928–2000), japanisch-amerikanischer Genetiker und Evolutionsbiologe